# Белонавозник
Белонаво́зник (лат. Leucocóprinus) — род грибов семейства Шампиньоновые (Agaricaceae).

## Описание
- Шляпка тонкомясистая, ломкая, к краю более или менее радиально бороздчатая, волокнистая, покрытая мелкими чешуйками. Край шляпки тонкий, нередко растрескивающийся, иногда с заметными остатками покрывала.
- Пластинки свободные, нередко с коллариумом, беловатые или бледно-серно-жёлтые, иногда при повреждении и с возрастом становящиеся красновато-коричневыми, с ровным краем. Трама пластинок смешанная или правильная.
- Ножка тонкая, центральная, с заметным кольцом.
- Споровый порошок беловатого, беловато-кремового или беловато-желтоватого цвета. Споры неамилоидные, бесцветные, с порой прорастания. Хейлоцистиды многочисленные. Плевроцистиды отсутствуют или немногочисленные.

## Распространение и экология
Космополит, встречается на всех континентах, кроме Антарктиды.
Встречаются в парниках, теплицах, оранжереях, на кучах мусора, в садах, парках, в хвойных, широколиственных и смешанных посадках.

## Виды
- Leucocoprinus badhamii (Berk. & Broome) M.M. Moser, 1943 — Белонавозник Бедхэма
- Leucocoprinus biornatus (Berk. & Broome) Locq., 1945
- Leucocoprinus birnbaumii (Corda) Singer, 1962 — Белонавозник Бирнбаума
- Leucocoprinus bohusii Wasser, 1975 — Белонавозник Богуша [syn.  Leucoagaricus bohusii (Wasser) Bon 1981][1]
- Leucocoprinus brebissonii (Godey) Locq., 1943
- Leucocoprinus caldariorum D.A. Reid, 1990
- Leucocoprinus canariensis P. Mohr & Dähncke, 2004
- Leucocoprinus cepistipes (Sowerby) Pat., 1889 typus — Белонавозник луковичноножковый
- Leucocoprinus cretaceus (Bull.) Locq., 1945
- Leucocoprinus cygneus (J.E. Lange) Bon, 1978
- Leucocoprinus discoideus (Beeli) Heinem., 1977
- Leucocoprinus fragilissimus (Berk. & M.A. Curtis) Pat., 1900
- Leucocoprinus gandour Har. & Pat., 1900
- Leucocoprinus heinemannii Migl., 1987
- Leucocoprinus holospilotus (Berk. & Broome) D.A. Reid, 1990
- Leucocoprinus ianthinus (Cooke) P. Mohr, 1994
- Leucocoprinus imerinensis Bouriquet, 1942
- Leucocoprinus magnicystidiosus H.V. Sm. & N.S. Weber, 1982[2]
- Leucocoprinus magnusianus (Henn.) Singer, 1951
- Leucocoprinus medioflavus (Boud.) Bon, 1976
- Leucocoprinus nanianae Bouriquet, 1943
- Leucocoprinus ovatus Raithelh., 2004
- Leucocoprinus straminellus (Bagl.) Narducci & Caroti, 1995 [syn.  Leucocoprinus denudatus (Rabenh.) Singer 1951 — Белонавозник обнажённый]
- Leucocoprinus tanetensis Bouriquet, 1943
- Leucocoprinus tenellus (Boud.) Locq., 1943
- Leucocoprinus wynniae (Berk. & Broome) Locq., 1951
- Leucocoprinus zeylanicus (Berk.) Boedijn, 1940